# Norgesmesterskapet 1977
La Norgesmesterskapet 1977 di calcio fu la 72ª edizione del torneo. La squadra vincitrice fu il Lillestrøm, che vinse la finale contro il Bodø/Glimt con il punteggio di 1-0.

## Risultati

### Terzo turno
| Squadra 1       | Risultato      | Squadra 2      |
| --------------- | -------------- | -------------- |
| Moss            | 6 – 1          | Skeid          |
| Lyn Oslo        | 0 - 3          | Start          |
| Lillestrøm      | 5 – 0          | Kongsvinger    |
| HamKam          | 2 – 1          | Brumunddal     |
| Raufoss         | 3 – 2          | Vålerengen     |
| Åssiden         | 0 - 1          | Brann          |
| Fram Larvik     | 2 - 2 (d.t.s.) | Fredrikstad    |
| Jerv            | 1 - 3          | Viking         |
| Bryne           | 4 – 1          | Florvåg        |
| Sogndal         | 1 - 3          | Strømmen       |
| Aalesund        | 1 - 2          | Vard Haugesund |
| Kristiansund FK | 1 – 0          | Hødd           |
| Falken          | 0 - 2          | Rosenborg      |
| Strindheim      | 1 – 0          | Mjølner        |
| Norild          | 0 - 1 (d.t.s.) | Bodø/Glimt     |

#### Ripetizione
| Squadra 1   | Risultato | Squadra 2   |
| ----------- | --------- | ----------- |
| Fredrikstad | 4 – 2     | Fram Larvik |

### Quarto turno
| Squadra 1      | Risultato      | Squadra 2       |
| -------------- | -------------- | --------------- |
| Fredrikstad    | 2 - 3          | Lillestrøm      |
| Strømmen       | 1 - 1 (d.t.s.) | Moss            |
| Start          | 2 – 1          | Kristiansund FK |
| Viking         | 1 - 2          | HamKam          |
| Vard Haugesund | 0 - 1          | Bryne           |
| Brann          | 1 - 2          | Raufoss         |
| Rosenborg      | 0 - 1          | Steinkjer       |
| Bodø/Glimt     | 1 – 0          | Strindheim      |

#### Ripetizione
| Squadra 1 | Risultato | Squadra 2 |
| --------- | --------- | --------- |
| Moss      | 3 – 1     | Strømmen  |

### Quarti di finale
| Squadra 1  | Risultato      | Squadra 2  |
| ---------- | -------------- | ---------- |
| Lillestrøm | 3 – 0          | Start      |
| Raufoss    | 1 - 1 (d.t.s.) | Moss       |
| Bryne      | 1 - 3          | Bodø/Glimt |
| Steinkjer  | 2 – 0          | HamKam     |

#### Ripetizione
| Squadra 1                                     | Risultato      | Squadra 2 |
| --------------------------------------------- | -------------- | --------- |
| Moss                                          | 2 - 2 (d.t.s.) | Raufoss   |
| Seconda ripetizione sul campo neutro di Oslo. |                |           |
| Raufoss                                       | 2 – 1          | Moss      |

### Semifinali
| Squadra 1  | Risultato | Squadra 2  |
| ---------- | --------- | ---------- |
| Raufoss    | 1 - 3     | Lillestrøm |
| Bodø/Glimt | 3 – 0     | Steinkjer  |

### Finale
| Arbitro: | Haugen |

|          |           |  |
| Lund 76’ | Marcatori |  |

#### Formazioni
| Lillestrøm (4-3-3) |  |                   |     |
|                    |  |                   |     |
| POR                |  | Arne Amundsen     |     |
| DIF                |  | Rune Hansen       |     |
| DIF                |  | Jan Birkelund     |     |
| DIF                |  | Tore Kordahl      |     |
| DIF                |  | Georg Hammer      | 78’ |
| CEN                |  | Tor Egil Johansen |     |
| CEN                |  | Frank Grønlund    |     |
| CEN                |  | Gunnar Lønstad    |     |
| ATT                |  | Terje Olsen       |     |
| ATT                |  | Tom Lund          |     |
| ATT                |  | Erik Karlsen      |     |
| A disposizione:    |  |                   |     |
| DIF                |  | Leif Hansen       | 78’ |
| CEN                |  | Frank Tømmervåg   |     |
| ATT                |  | Per Brogeland     |     |
| Allenatore:        |  |                   |     |
| Joe Hooley         |  |                   |     |

| Bodø/Glimt (4-3-3)      |  |                  |  |     |
|                         |  |                  |  |     |
| POR                     |  | Jon Abrahamsen   |  |     |
| DIF                     |  | Gunnar Haare     |  |     |
| DIF                     |  | Truls Klausen    |  |     |
| DIF                     |  | Ernst Pedersen   |  |     |
| DIF                     |  | Arnfinn Helgesen |  |     |
| CEN                     |  | Arild Olsen      |  |     |
| CEN                     |  | Harald Berg      |  |     |
| CEN                     |  | Anders Farstad   |  | 80’ |
| ATT                     |  | Ove Andreassen   |  |     |
| ATT                     |  | Arne Hanssen     |  |     |
| ATT                     |  | Jacob Klette     |  | 80’ |
| A disposizione          |  |                  |  |     |
| DIF                     |  | Trond Tidemann   |  | 80’ |
| ATT                     |  | Terje Mørkved    |  | 80’ |
| Allenatore:             |  |                  |  |     |
| Odd Bjørn Kristoffersen |  |                  |  |     |